# Ћорава кутија
Ћорава кутија је назив за гласачку „кутију без листе” која је коришћена на изборима за Уставотворну скупштину ДФЈ 11. новембра 1945. и изборима за Народну скупштину ФНРЈ 26. марта 1950. године. Како су на новембарским изборима 1945. право гласа по први пут добили сви грађани старији од 18 година, укључујући жене и војна лица, гласање је услед великог броја неписмених вршено гуменим куглицама, које је гласач убацивао у кутију. Овај начин гласања пре тога је коришћен у Краљевини Србији и Краљевини Југославији, током 1920-их година. Тек од парламентарних избора 1953. први пут почињу да се користе гласачки листићи. Пошто се опозиција одлучила на бојкот избора 1945. на њима је учествовала само листа Народног фронта, а како су приликом гласања коришћене две кутије — кутија са листом Народног фронта и друга кутија без листе, за гласаче који нису желели да гласају за Народни фронт, она је прозвана „ћорава кутија”.

## Изборне околности
Непосредно пре завршетка Другог светског рата, на иницијативу Савезника, одржани су преговори између руководства Народноослободилачког партизанског покрета (НОП) и представника Краљевске владе у избеглиштву, који су закључени споразумима Тито—Шубашић, којима је договорено стварање коалиционе владе, која би водила земљу до одржавања парламентарних избора. Привремена влада ДФЈ формирана је 7. марта 1945. и у њу су ушли представници Националног комитета ослобођења Југославије (НКОЈ) и представници Владе Краљевине Југославије у егзилу. Ослобођењем Југославије од окупатора, комунисти су дефакто преузели власт у земљи, након чега су отпочели са припремом избора за Уставотворну скупштину који су заказани за 11. новембар.
Комунистичка партија (КПЈ) формирала је 1. августа 1945. Народни фронт Југославије широку коалицију, која је поред масовних организација попут Уједињеног савеза антифашистичке омладине Југославије (УСАОЈ) и Антифашистичког фронта жена (АФЖ), окупљала и поједине грађанске партије, међу којима су биле Југословенска републиканска странка Јаше Продановића и Народна сељачка странка Драгољуба Јовановића. Носилац листе Народног фронта био је маршал Јосип Броз Тито.
Милан Грол председник Демократске странке покушао је да формира листу Удружене опозиције, у којој би окупио опозиционе странке, а пре свега Хрватску сељачку странку (ХСС) и делове Југословенске радикалне заједнице (ЈРЗ), која није обновила рад након рата. Како је остао усмаљен у овом покушају, а истовремено био нападан од стране комунистичке власти, одустао је од ове идеје. Политичари опозиционих странака, који су због одсуства личних и политичких слобода безуспешно критиковали комунистичку власт, одлучили су се на бојкот избора.
Сматрајући предстојеће изборе веома битним за легитимитет власти коју су осовојили у рату комунисти су водили веома живу предизборну кампању организујући масовне скупове и конференције у читавој земљи. По зидовима су лепљени плакати и исписиване поруке са позивима за гласање за Народни фронт. Иако опозиција није учествовала ни у кампањи ни у изборима, била је нападана као „стари непријатељ народа који точак историје вуче натраг”. Код бирача је створена атмосфера референдума на коме се гласа за стари или нови свет, за републику или монархију и др. Оптужујући опозицију, као и све оне који су против политике Народног фронта да су реакционари, настао је израз „ћорава кутија”.

## Начин гласања
Привремена народна скупштина донела је 11. августа 1945. Закон о бирачким списковима према коме  — бирачко право имају сви мушки и женски државаљани Југославије старији од 18 година живота. Увођењем општег права гласа број бирача је у односу на последње изборе у Краљевини Југославији био скоро двоструко увећан и износио је 8.383.455 гласача. Такође, Закон је предвиђао и одузимање бирачког права свим лицима која су била означена као сарадници окупатора, па је из бирачког списка избрисано 194.158 људи.
Због великог броја неписмених, одлучено је да се избори спроведу тајним гласањем гуменим куглицама које су убациване у кутије са означеном изборном листом. Овај начин гласања користио се у Краљевини Србији од 1888, као и у Краљевини Југославији до 1931. године, када је 10. септембра 1931. донет Закон о избору народних посланика за народну скупштину којим је гласање вршено јавним изјашњавањем гласача пред члановима бирачког одбора.
Гласање уз помоћ гумене куглице, обављало се на следећи начин. На столу, на бирачком месту налазио се одређени број гласачких кутија које су биле доста дубоке тако да се кроз округли отвор на врху могла рука завући у кутију до изнад лакта, а да се не додирне дно кутије. Свака изборна листа, које је учествовала на изборима, имала је своју видно обележену кутију, а на изборима 1945. биле су две кутије — са листом Народног фронта и кутија без листе (ћорава кутија). По доласку на бирачко место, гласач је најпре индентификован од стране изборне комисије, након чега је добијао гумену куглицу величине око 1 цм у пречнику, на којој се налазио државни грб.
Приликом самог чина гласања, бирач је пред члановима изборне комисије завлачио руку у сваку кутију, при томе држећи све време стиснуту песницу у којој се налазила куглица. На крају после задње кутије гласач је показивао отворену шаку изборној комисији као доказ да је куглицу спустио у једну од кутија, односно да је гласао. Гласачке куглице су биле од гуме да се не би чуо звук приликом спуштања у једну од кутија. Кутије су имале такво дно да гласачи нису могли да варају, односно заграбе куглице и пребаце их у другу кутију.